# Каштела
Каштела су град у Хрватској, у Сплитско-далматинској жупанији.

## Географски положај
Каштела су град у средњој Далмацији, близу Сплита, Трогира и Солина. Удаљен је десетак километара од Трогира на северу и Сплита на југу и врло је добро повезан главним путним правцима са тим делом Далмације, али и са континенталном Хрватском.
Град лежи испод горе Козјака између Трогира и Сплита, а зове се по каштелима (градићима) које су почев од 15. века градили Сплићани и Трогирци за одбрану од турских најезди и уз њих су касније формирана села којих је у прво време било 13 а сада их је седам.
Изнад Каштела се у смеру северозапад-југоисток протеже планина Козјак (780 m), а нешто ниже према југу и планина Мосор (1.330 m). Каштелански залив, јужна граница Каштеланскога поља, представља потонулу депресију између споменутих планина на северу и полострва Марјана и острва Чиова на југу. У геолошком смислу преовлађују кречњак и флиш. Флиш не прелази висину од 400 m и његове благе падине, нарочито према мору, прекривене су обрадивим плодним земљиштем. Извори воде избијају управо на линији додира флиша и кречњака.

## Историја
До територијалне реорганизације у Хрватској налазила су се у саставу старе општине Каштела.
Године 1420. су Каштела дошла под млетачку власт и постала поприште борбе између Сплита и Трогира. За време турских најезди од 15. — 17. века посуто градићима „каштелима”, добило је своје данашње име.

## Становништво
На попису становништва 2011. године, град Каштела је имао 38.667 становника, од чега у градском седишту Каштел Сућурцу 6.829.
| Број становника по пописима | Број становника по пописима | Број становника по пописима | Број становника по пописима | Број становника по пописима | Број становника по пописима | Број становника по пописима | Број становника по пописима | Број становника по пописима | Број становника по пописима | Број становника по пописима | Број становника по пописима | Број становника по пописима | Број становника по пописима | Број становника по пописима | Број становника по пописима |
| --------------------------- | --------------------------- | --------------------------- | --------------------------- | --------------------------- | --------------------------- | --------------------------- | --------------------------- | --------------------------- | --------------------------- | --------------------------- | --------------------------- | --------------------------- | --------------------------- | --------------------------- | --------------------------- |
| 1857.                       | 1869.                       | 1880.                       | 1890.                       | 1900.                       | 1910.                       | 1921.                       | 1931.                       | 1948.                       | 1953.                       | 1961.                       | 1971.                       | 1981.                       | 1991.                       | 2001.                       | 2011                        |
| 5.097                       | 5.829                       | 5.981                       | 6.582                       | 7.286                       | 7.460                       | 8.346                       | 8.895                       | 9.731                       | 11.036                      | 13.526                      | 18.805                      | 24.328                      | 29.168                      | 34.103                      | 38.667                      |

Напомена: Настао из старе општине Каштела. Од 1948. до 1971. део података садржан је у граду Сплиту.

## Градска насеља
Каштела су оформљена од седам мањих спојених места уз обалу Каштеланског залива. То су:
- Каштел Штафилић, кога је 1500. изградио племић Степан Штафилић[1]
- Каштел Нови, саградио га је 1512. године Павао Ципчић[1]
- Каштел Стари, 1476. године га је саградио Трогирчанин Коре (Кориолан) Ципчић[1]
- Каштел Лукшић, има цркву и основну школу а 1487. године су га саградили два брата породице Витури која су се око 1300. године преселила из Млетака у Трогир[1]
- Каштел Камбеловац, који је добио име по свом оснивачу Фраљи Камби из 1566. године[1]
- Каштел Гомилица, италијански се зове Castel- Abbanessa, јер је тај крај 1066. надбискуп Ловријенац I. поклонио дувнама самостана Св. Бенедикта у Сплиту[1] и
- Каштел Сућурац, седиште града, који је основан 1907. године, а спомиње се већ у 9. веку. Градић је касније утврђен, а 1505. године су навалили Турци на Каштел и спалили село поред њега.[1]

## Култура и спорт
- Музеј града Каштела у Каштел Лукшићу
- Музеј Подворје у Каштел Сућурцу
- ФК Јадран, Каштел Сућурац
- ФК ГОШК, Каштел Гомилица
- ХФК Вал, Каштел Стари
- Одбојкашки клуб Младост, Каштел Лукшић
- Одбојкашки клуб Каштела ДЦ, Каштел Стари
- Одбојкашки клуб Марина Каштела, Каштел Камбеловац
- Рукометни клуб Каштела Адриахем, Каштел Гомилица
- Карате клуб Фортитер Каштела, Каштел Нови
- Џудо клуб Далмацијацемент, Каштел Сућурац
- ПОГШ Јосип Хатзе, Каштел Лукшић

## Градови побратими
- Линдлар
- Запрешић
- Кисељак
- Купрес
- Бардејов
- Пржеров
- Храдец Кралове
- Пшчина
- Сомбор